# セーケイ・ゾルターン
セーケイ・ゾルターン（Székely Zoltán、1903年12月8日 - 2001年10月5日）は、ハンガリーのヴァイオリニストで作曲家。

## 経歴
コチの生まれ。ブダペストのフランツ・リスト音楽院でフバイ・イェネーにヴァイオリン、コダーイ・ゾルターンに作曲を学ぶ。1921年からベラ・バルトークと演奏活動を通して親交を結び、1937年にハンガリー弦楽四重奏団に第一ヴァイオリン奏者として参加した時には、バルトークからラプソディ第2番を献呈されている。また、ヴァイオリン協奏曲（第2番）の作曲を依頼し、アムステルダムのヒルヴェルサム放送で初演した。その他、バルトークのルーマニア民族舞曲をヴァイオリンとピアノ用に編曲している。1940年から1942年にはロイヤル・コンセルトヘボウ管弦楽団のコンサートマスターを務めた。1972年にハンガリー弦楽四重奏団が解散した後は、バンフ・センターの専属アーティストとして演奏活動を続けた。
作曲家としては無伴奏ヴァイオリン・ソナタや弦楽四重奏曲などを手がけている。
バンフにて没。